# Barbobèse
Barbobèse (Fatbeard) est le septième épisode de la saison 13 de la série télévisée South Park.
Un épisode centré sur Cartman, Kyle et Butters.

## Synopsis
Cartman a entendu parler de pirates à la télévision et décide d'aller en Somalie afin de vivre son rêve. Mais il imagine les pirates à partir du folklore et de l'imaginaire romancé, bien loin de la situation actuelle, avec les bonnets en tête de mort, des pirates borgnes à la jambe de bois, fantasmant de grandes aventures pour trouver des trésors enterrés. Kyle l'encourage pour s'en débarrasser et Cartman recrute Kevin Stoley, Butters Stotch, Clyde Donovan et Ike Broflovski pour l'encourager. Le groupe atteint Mogadiscio, capitale du pays, et découvre alors non pas une prospère baie pirate mais un pays terriblement pauvre. Cartman se fait reconnaître des pirates locaux en volant des bateaux français et italiens avec l'aide du sabre laser jouet de Kevin.
Pendant ce temps, Kyle découvre que son petit frère est parti avec Cartman et part le chercher. Arrivé sur place, il constate avec affolement que Cartman a pris le contrôle de la région et a décidé de le tuer en le donnant à manger à un crocodile. Mais Butters et Ike, poussés par le discours d'un Somalien, décident qu'il faut arrêter tout ça. Entretemps, l'ONU a envoyé des soldats de l'armée américaine qui éliminent les pirates somaliens au moment où Cartman allait définitivement se débarrasser de Kyle.

## Réception
L'épisode est un des trois (avec Margaritaville et Bite au nez de poisson) à avoir atteint une note proche de 9/10 cette saison sur TV.com, ce qui est déjà supérieur à la saison 12 complète.
IGN note cet épisode 7, mais les lecteurs le notent 9,3/10.
If Magazine et Entertainment Weekly se sont déclarés satisfaits par l'épisode.

## Production
- Pour les voix françaises, presque uniques dans la série, l'équipe a fait appel à Sebastien Yu et au traducteur reconnu Julien Zeitouni qui officie également en tant que vocaliste. Abdullahi Prime, Dahir Ali et Abdi Fatah ont officié sur cet épisode pour les voix des pirates.[réf. nécessaire]